# Agony of Death
Agony of Death — десятый студийный альбом немецкой трэш-метал-группы Holy Moses. В Германии релиз состоялся 26 сентября 2008 года; в Европе альбом вышел 29 сентября, а в США — 7 октября.

## Стиль, отзывы критиков
По мнению Алекса Хендерсона, критика сайта Allmusic.com, на альбоме как никогда пришёлся к месту грубый трэшевый вокал Сабины Классен, поскольку группа использовала в композициях наиболее экстремальные элементы жанра — некоторая мелодичность и гармоничность если и присутствует в них, то изредка, в основном же музыка написана в очень быстром темпе и крайне бескомпромиссна. На альбоме заметно некоторое влияние дэт-метала, однако в целом он решён в более традиционном для трэша ключе и представляет собой достаточно качественный образчик жанра.

## Список композиций
1. «Imagination» — 6:07
2. «Alienation» — 5:44
3. «World in Darkness» — 4:34
4. «Bloodbound of the Damned» — 4:17
5. «Pseudohalluzination» — 8:17
6. «Angels in War» — 5:37
7. «Schizophrenia» — 4:53
8. «Dissociative Disorder» — 5:59
9. «The Cave (Paramnesia)» — 5:44
10. «Delusional Denial» — 3:34
11. «The Retreat» — 6:27
12. «Through Shattered Minds/ Agony of Death (Outro)» — 8:16

## Участники записи
- Сабина Классен — вокал
- Оливер Яат — гитара
- Михаэль Ханкель — гитара
- Томас Нейч — бас
- Гуйдо Рихтер — ударные